# Agnibesa punctilinearia
Agnibesa punctilinearia là một loài bướm đêm trong họ Geometridae.